# Општина Далбошец
Општина Далбошец (рум. Comuna Dalboşeţ) је општина у жупанији Караш-Северин у Румунији. Седиште општине је насеље Далбошец. Према попису из 2021. у општини је живело 1.364 становника.

## Географија
Општина Далбошец налази се на југу жупаније Караш-Северин на југу Баната у југозападној Румунији. Смештена је у средишњем делу Алмашке долине где се простире од реке Нере на северозападу до Алмашких планина на југоистоку. Поред реке Нере која чини северну границу, кроз општину пролазе и друге реке које немају стални ток и извиру на Алмашким планинама. Најзначајније су Шопоту Веки, Барзул, Боина, Боиница, Далбошецу, Решица и Шелестију.
Јужни део територије општине чине висови до 900 метара који су саставни делови Алмашких планина. То су Талва Блидарулуј (897 m), Кракул Маре (753 m), Кулмеа Сикевица (748 m) и врхови Ношовати и Ружецу (672 m).
Општина се простире на површини од 10.504,33 хектара.

## Историјски споменици
Заштићени историјски споменици на територији општине Далбошец су:
- Фортификовано насеље код Далбошеца (гето-дачка латенска култура)
- Насеље у Шопоту Векију (2-3 век, дако-римски период)
- Средњовековна некропола у Шопоту Векију (12-13 век)
- Вила рустика у Шопоту Векију (2-3 век, римски период)
- Археолошко налазиште „Сијул луј Бадеску” (рум. Siul lui Bădescu) у Шопоту Векију (2-3 век, римски период)

## Становништво
Према попису из 2021. у општини Далбошец живело је 1.364 становника што је за 286 мање (-17,33%) у односу на попис из 2011. када је било 1.650 становника.
| Етнички састав према попису из 2021.‍ | Етнички састав према попису из 2021.‍ | Етнички састав према попису из 2021.‍ | Етнички састав према попису из 2021.‍ | Етнички састав према попису из 2021.‍ |
| ------------------------------------ | ------------------------------------ | ------------------------------------ | ------------------------------------ | ------------------------------------ |
|                                      |                                      |                                      |                                      |                                      |
| Румуни                               | Румуни                               |                                      | 1.246                                | 91,35%                               |
| Роми                                 | Роми                                 |                                      | 27                                   | 1,98%                                |
| Остали                               | Остали                               |                                      | 3                                    | 0,22%                                |
| Непознато                            | Непознато                            |                                      | 88                                   | 6,45%                                |

### Хронологија
| Година       | 1992 | 1993 | 1994 | 1995 | 1996 | 1997 | 1998 | 1999 | 2000 | 2001 | 2002 | 2003 | 2004 | 2005 | 2006 | 2007 | 2008 | 2009 | 2010 | 2011 | 2012 | 2013 | 2014 | 2015 | 2016 | 2017 |
| ------------ | ---- | ---- | ---- | ---- | ---- | ---- | ---- | ---- | ---- | ---- | ---- | ---- | ---- | ---- | ---- | ---- | ---- | ---- | ---- | ---- | ---- | ---- | ---- | ---- | ---- | ---- |
| Становништво | 2164 | 2126 | 2093 | 2079 | 2038 | 2016 | 1983 | 1962 | 1904 | 1910 | 1914 | 1895 | 1905 | 1880 | 1852 | 1819 | 1837 | 1806 | 1782 | 1731 | 1724 | 1705 | 1702 | 1686 | 1687 | 1639 |

### Насеља
Општина се састоји из 7 насеља: Барз, Боина, Боиница, Далбошец, Прислоп, Решица Мика и Шопоту Веки. Највеће насеље је Далбошец које је и седиште општине, а најмање Прислоп.
| Назив            | Румунски назив | Становништво | Становништво |
| Назив            | Румунски назив | 2011.        | 2021.        |
| ---------------- | -------------- | ------------ | ------------ |
| Барз             |                | 24           | 4            |
| Боина            |                | 19           | 11           |
| Боиница          |                | 1            | 8            |
| Далбошец         |                | 937          | 858          |
| Прислоп          |                | 13           | 1            |
| Решица Мика      |                | 19           | 16           |
| Шопоту Веки      |                | 637          | 466          |
| Општина Далбошец |                | 1.650        | 1.364        |